# Ati (etnia)
Ati es un grupo étnico de Filipinas que vive en Panay e islas vecinas, que se distingue físicamente por su aspecto similar al de otros aborígenes Negrito, tales como los aeta de Luzón, los batak de Palawan y los mamanoás de Mindanao, que se consideran todos descendientes de los primeros pobladores que llegaron a las isla hace entre 20 000 a 30 000 años, a través de un istmo que durante la última glaciación las unía con Borneo.

## Idioma
Hablan una lengua bisaya conocida como Inati.

## Cultura

### Vestimenta
Hasta hace poco vestían muy sencillamente: las mujeres usaban faldas envolventes, a veces hechos de tela de corteza, y los hombres solamente taparrabos. Sin embargo hoy en día camisas, pantalones y sandalias de goma son comunes como la indumentaria diaria.
Se adornaban con collares de flores, huesos de animales y particularmente con los dientes de los cerdos.

### Medicina
Son conocidos en Panay por sus conocimientos de medicina tradicional y plantas medicinales. Los pobladores locales suelen buscar su ayuda en la eliminación de las larvas y gusanos del cuerpo de una persona.

### Movilidad
Tradicionalmente eran nómadas, siendo conocidos por su movilidad. Ahora viven en asentamientos como Barotac Vejo, Guimarás, Igkaputol (Dao), Tina (Hamtic) y Badiang (San José de Buenavista). La famosa isla de Boracay es todavía considerada como su territorio ancestral, así como la zona conocida como Takbuyan, entre los municipios de Tobias Fournier (Dao) y San Joaquín, en la costa suroeste de Panay. Actualmente muy pocos son nómadas, la mayoría mujeres con niños pequeños. Los hombres generalmente trabajan en las plantaciones de azúcar en Negros o Batangas.

### Festivales y leyendas

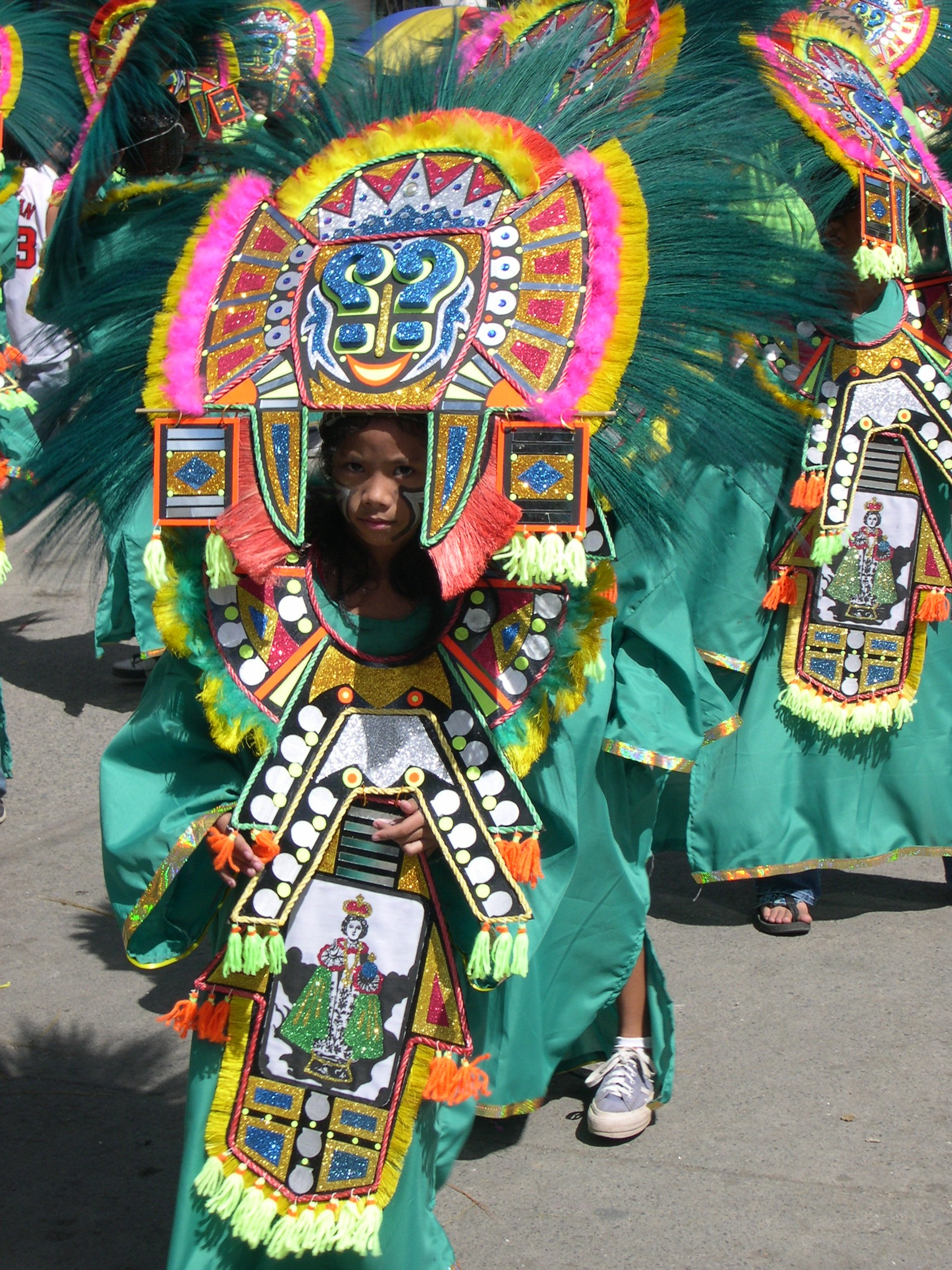
Festival de Ati-Atihan

Los Ati son la atracción central del Festival Ati-atihan, nombrado en su honor. Se dice que el festival se celebra para conmemorar la primera aparición de la Iglesia católica y los españoles en la provincia de Aklan. Según la tradición oral, la Ati ayudaron a los españoles a conquistar a los nativos Bisaya y como recompensa a la tribu se le dio una estatua del Santo Niño.
Leyendas, como las relacionadas con los Diez Datus de Borneo y el Festival de Binirayan, cuentan acerca de cómo, a principios del siglo XII, los antepasados de los Bisaya escaparon de Borneo de la persecución de Rajah Makatunaw. Dirigido por Datu Puti y Sumakwel Datu y la navegación con embarcaciones llamadas balangay, arribaron cerca de un río llamado Suaragan, en la costa suroeste de Panay, (el lugar entonces conocido como Aninipay) y cambiaron las tierras de un cacique llamado Ati Polpolan y su hijo Marikudo, por el precio de un collar y una salakot de oro. Las colinas quedaron para los Atis, mientras que las llanuras y los ríos los malayos. Esta reunión se recuerda en el festival de Ati-atihan. Esta leyenda, sin embargo, es cuestionada por algunos historiadores.
En el festival Dinagyang de la ciudad de Iloilo, también en Panay, artistas intérpretes y ejecutantes son pintados supuestamente como Ati y se organizan en "tribus", para realizar danzas con tambores, como Atis se supone que lo hacían cuando el Malayos llegaron y compraron Panay a los Ati. Dinagyang se lleva a cabo para celebrar esta compra, así como la llegada a Iloilo de la estatua del Santo Niño de Cebú. Cuando la estatua llegó por primera vez en 1967, una tribu del festival de Ati-atihan fue invitada a Iloilo para celebrar la ocasión.

## Religión
Creen en espíritus buenos y malos. Son espíritus naturales que cuidan los ríos, el mar, y las montañas. Pueden causar bienestar o problemas. Se refieren a ellos como taglugar or tagapuyo, lo cual significa que "habitan en un lugar." El cristianismo ha sido adoptado por algunos.

## Problemática
Actualmente, los Ati se ve amenazados por las invasiones a su territorio, como la recientemente vista en Boracay. Otro problema que enfrentan es la discriminación.